# Yngve Stiernspetz
Yngve Stiernspetz (Eksjö, 27 aprile 1887 – Lidingö, 4 aprile 1945) è stato un ginnasta svedese.

## Palmarès

### Olimpiadi
- 1 medaglia:
  - 1 oro (Stoccolma 1912 nel concorso svedese a squadre)